# Schneider János (tanár)
Schneider János (Filipova, 1852. október 18. – Budapest, Ferencváros, 1917. december 19.) főreáliskolai tanár.

## Élete
Schneider György és Leopold Katalin fiaként született. Gimnáziumot, tanítóképzőt és tornatanári tanfolyamot végzett. Tanulmányait a budapesti egyetemen hallgatta és 1873-ban nyert a földrajzból és történelemből tanári képesítést. 1873-tól 1878-ig tanár volt az országos kisdedóvó-egyesület óvónőképző intézetében, 1879-től a budapesti VIII. kerületi községi főreáliskola tanára. A kisdednevelők országos egyesületének választmányi tagja és 1894-ben helyettes titkára volt. A kisdedek nevelését Fröbelt követve új irányba akarta terelni. Halálát főérbillentyű-elégtelenség okozta. Felesége Nagy Ilona volt.
Neveléstudományi cikkeket írt a Kisdednevelők Lapjába és a Népnevelők Lapjába (1872.) A kisdednevelés című szaklapnak 1894. negyedévig önálló vezetője volt.

## Munkái
- Egyetemes földirati tankönyv reáliskolák számára. Bpest, 1885. Két kötet. Cherven Flórissal együtt. I. Előismeretek. Magyarország. Európa többi országai. Az I. osztály számára 3. jav. kiadás 1888., 4. k. 1890., 5. jav. k. 1893., 6. jav. k. 1895., 7. jav. k. 1897. II. Ázsia, Amerika és Ausztrália. A második osztály számára. 2. k. 1886., 3. k. 1891. 4. k. 1895., 5. átdolg. és jav. k. 1898. U. ott.)
- Európa államainak rövid ismertetése az osztrák-magyar monarchia kivételével, a reáliskolák IV. oszt. számára. Pótfüzet a reáliskolák IV. oszt. használt földrajzi tankönyvekhez. U. ott, 1886. (2. kiadás 1892., 3. k. 1897.)
- Földrajz a polgári fiúiskolák számára. Bpest, 1888., 1889., 1890. Három rész. (Hunfalvy Jánossal együtt. I. rész az első osztály számára. Az osztrák-magyar monarchia földrajza. U. ott, 1888. 2. k. 1890., 3. k. 1894., 4. k. 1897., 5. k. 1900., 6. k. 1905. II. rész a második osztály számára. Európa és Ázsia földrajza az osztrák-magyar monarchia kivételével. U. ott, 1889. 2. k. 1894., 3. k. 1898. U. ott. III. rész. Amerika, Afrika és Ausztrália földrajza. A fölfedezések vázlatos története. U. ott, 1890., 2. k. 1896., 3. k. 1902., 4. jav. k. 1903.)
- Földrajz a polgári leányiskolák számára. U. ott, 1889. Két rész. (Hunfalvy Jánossal együtt. I. rész. A magyar korona országai és Európa többi államai. U. ott, 1889., 2. k. 1890., 3. k. 1893., 4. k. 1895., 5. k. 1897., 6. k. 1900., 7. k. 1900. U. ott, II. rész a második oszt. számára. Ázsia, Afrika, Amerika és Ausztrália. U. ott, 1889. 2. k. 1891., 3. k. 1894., 5. k. 1898., 6. jav. k. 1900., 7. jav. k. 1903.)
- Általános földrajz polgári fiú- és leányiskolák számára. A dr. Hunfalvy János és Schmidt János által írt polgári iskolai földrajz befejező része. U. ott, 1892. Két táblával. (2. k. 1896., 3. k. 1899. U. ott.)